# Pápai dokumentumok
Pápai dokumentumoknak nevezzük a római katolikus egyház feje, Róma püspöke által, illetve a nevében a Szentszék kiadott, a hívek összességének vagy egy részének szóló különféle leveleket, okleveleket, rendelkezéseket. Ezeknek az idők során számos fajtája alakult ki, formai és tartalmi jellemzőik alapján megkülönböztetve.
Újabban pápai megnyilatkozások néven szokás emlegetni azokat a pápai dokumentumokat, melyek általánosabb érvénnyel szólnak a hívekhez, tehát a speciális esetekben hozott döntések, kánoni törvényértelmezések, beadványokra adott válaszok nem tartoznak közéjük. Pápai megnyilatkozások címmel gyűjteménybe rendezve olvashatóak például II. János Pál pápa fontosabb megnyilatkozásai.
A Szent István Társulat 1978-ban, II. János Pál pápa megválasztásának évében elindította külön Pápai Megnyilatkozások című sorozatát, amit a fentebb körülírt megnyilatkozások közlésére tart fenn.
A pápai dokumentumok, megnyilatkozások elsődleges nyelve a latin, ritka kivétellel (lásd példának a Mit brennender Sorge kezdetű enciklikát a második világháború előtt álló német hívekhez címezve).
A hivatalos pápai leveleket, megnyilatkozásokat kezdőszavaik alapján szokás jegyezni és emlegetni.

## Pápai megnyilatkozások fajtái

### Enciklika
Az enciklika egy meghatározott témát feldolgozó körlevél. (A görög „enkyklios” jelentése körben, körbefutó). A pápák legfontosabb írásos megnyilatkozási formája.

### Apostoli buzdítás
A szinódusok után adják ki a pápák az apostoli buzdítást (adhortatio apostolica postsynodalis, vagy exhortatio apostolica postsynodalis). A püspöki szinódus ülése által megfogalmazott javaslatok alapján fejti ki az egyház tanítását – ezért viseli a „szinódus utáni” jelzőt). Vázlatát a Püspöki Szinódus Állandó Főtitkárságának Tanácsa készíti elő a pápa számára. Témája, miként a szinódusé általában, a hit és erkölcs épségének védelmével és erősítésével, az egyházi fegyelem megtartásával és megszilárdításával, továbbá az egyháznak a világban való tevékenységével kapcsolatos.

### Apostoli levél
A magyar apostoli levél megnevezés két önálló műfajt jelöl. Az epistula apostolica tanító és megemlékező jellegű dokumentum. Többnyire évfordulók megünneplése végett intézi a pápa egy vagy több címzetthez, és benne az adott kérdéshez fűződő egyházi tanítást fejti ki. A litterae apostolicae (tulajdonképpen „apostoli irat") általában egyházkormányzati rendelkezést tartalmazó közigazgatási aktus. Egyszerűbb formában kiállított, viaszpecsétes változatát nevezték régen breve-nek (litterae apostolicae in forma brevis). Ólompecsétes változata a bulla (litterae apostolicae sub plumbo datae), ami ma is a jelentősebb és ünnepélyesebb aktusok írásba foglalására szolgál: például szentév meghirdetésére vagy fontosabb kinevezésekre. Manapság mindkét változat bélyegzővel készül. A brévé a bullánál általában rövidebb, kevésbé ünnepélyes, és a bíborosok bevonása nélkül készül.

### Apostoli rendelkezés
Az apostoli rendelkezés, vagy konstitúció (constitutio apostolica), kötelező jellegű jogi intézkedéseket közöl. Tartalma szerint két fajtája különböztethető meg. Az „egyetemes” a legmagasabb szintű, az egész egyházat érintő jogszabályok, törvények esetében használatos, a „részleges” pedig nagyobb jelentőségű közigazgatási aktusokat tartalmaz és egy meghatározott körnek szól

### Motu proprio
Ennek a dokumentumtípusnak (litterae apostolicae motu proprio datae) megkülönböztető jegye a rajta szereplő motu proprio (saját indíttatásból) kifejezés, ami eredetileg arra utalt, hogy az irat nem beadványra, kérelemre válaszul, hanem a pápa önálló kezdeményezéséből született. Kezdetben főképpen a Római Kúria és a pápai állam ügyeinek intézésére alkalmazták, ma pedig a kevésbé ünnepélyes egyetemes vagy részleges egyházi törvények kihirdetésére. A pápa személyesen írja alá. Tartalma akkor is érvényes, ha nem egyezik meg a korábbi egyháztörvényi rendelkezésekkel vagy más korábbi pápai döntésekkel.

### Pápai üzenet
Egyes jelentősebb évfordulókat és fontosabb rendezvényeket a szentatya külön üzenetben (nuntius, olaszul messaggio) szokott köszönteni. Benne a megemlékezés mellett lelkipásztori buzdítás, illetve az alkalom jellegéhez illeszkedő konkrét tanbeli iránymutatás is megtalálható. Emellett a pápa minden évben meghatározott alkalmakkor üzenetben fordul a hívők, sőt akár a nem hívők szélesebb köréhez. Ilyen üzenetek például a pápa a nagyböjti üzenetei, valamint azok a tematikus üzenetek, amelyekben egyes világnapok alkalmából fejti ki tanítását és iránymutatását.
Ide vehető a karácsonyi Urbi et Orbi-áldás, mely abból a katolikus meggyőződésből fakad, hogy a pápa egyrészt Rómának püspöke (urbs = város), valamint az egész világ (= orbis) katolikusainak a feje. Vagyis a Róma városának és az egész világnak szól az áldás.